# Paphiopedilum
 Paphiopedilum  ("zapatilla de dama", "sandalia de Venus") es un  género de  unas 60 a 70 especies monopodiales terrestres  de orquídeas  de la Subfamilia Cypripedioideae de la familia Orchidaceae. Se distribuyen por el sudeste de Asia tropical desde Birmania y China hacia el Sur por Papúa Nueva Guinea, Filipinas e islas del Océano Pacífico. Se encuentran muy amenazadas por la destrucción de su hábitat.

## Hábitat
Estas orquídeas terrestres, están muy amenazadas por la recolección abusiva a la que han estado sometidas.  Se distribuyen por el Sureste del Asia tropical desde Birmania y China hacia el Sur por Papúa Nueva Guinea, Filipinas e islas del Océano Pacífico.

## Descripción
Las especies del género Paphiopedilum, se caracterizan por un labelo que parece una taza o saco y un sépalo dorsal prominente. Son principalmente terrestres, sin embargo a algunas se las puede encontrar creciendo epífitamente o litofíticamente. De tamaño moderado, con hojas rígidas, cerosas, o coriáceas, de verde brillante a moteado.

Las hojas salen en forma de abanico de la base de la planta. Tiene poco o nada de tallo. Las flores presentan una forma característica que las diferencia, los sépalos laterales están fusionados en un sinsépalo que normalmente es pequeño, y oculto detrás del labelo con forma de saco. El sépalo dorsal normalmente es grande y espectacular. Los pétalos laterales pueden ser cortos y redondeados o largos y contorsionados, a veces decorados con pelos o verrugas. Lo más distintivo del género es el estaminodio con forma de placa en el centro de la flor. Del centro de cada nuevo retoño se levanta erecto un escapo sosteniendo una flor individual, muy pocas veces dos.

Las Paphiopedilum se pueden dividir en tres categorías:
- Las que crecen en las altas montañas donde el clima es frío y húmedo, cuyo tipo es de hojas verdes y son más abundantes.

- Las que se desarrollan bien en los pisos de los bosques calientes. En este grupo las hojas son moteadas y la temperatura que necesitan es similar a la de las Cattleyas.

- Las que tienen hojas verdes sin manchas y floraciones múltiples, que prefieren las temperaturas cálidas y luz intensa.

## Taxonomía
El género  fue descrito por Ernst Hugo Heinrich Pfitzer y publicado en Morph. Stud. Orchideenbl. 11. 1886.
Etimología
El nombre Paphiopedilum (Paph.), procede del griego "Paphia": de "Paphos", epíteto de "Venus" y "pedilon" = "sandalia" o "zapatilla" aludiendo a la forma del labelo como una zapatilla.
El género Paphiopedilum se ha dividido entre varios subgéneros, y estos entre secciones y subsecciones.

- Subgénero Parvisepalum
- Subgénero Brachypetalum
- Subgénero Polyantha
  - Sección Mastigopetalum[2]
  - Sección Polyantha[3]
  - Sección Mystropetalum[4]
  - Sección Stictopetalum[5]
  - Sección Paphiopedilum[5]
  - Sección Ceratopetalum[5]
  - Sección Cymatopetalum[6]
  - Sección Thiopetalum[5][6]
- Subgénero Sigmatopetalum
  - Sección Spathopetalum
    - Subsección Macronidium
    - Subsección Spathopetalum

  - Sección Blepharopetalum
  - Sección Mastersianum
  - Sección Punctatum
  - Sección Barbata
    - Subsection Lorapetalum
    - Subsección Chloroneura

  - Sección Planipetalum
  - Sección Venustum
- Subgénero Cochlopetalum

Esta especies estuvieron consideradas como parte del género Cypripedium con el que tienen semejanza. Se diferencian, en que  Paphiopedilum se cultiva más fácilmente que  Cypripediums. Por esto Paphiopedilum ha sido durante bastante tiempo la favorita de los recolectores, horticultores y aficionados, muchos de los cuales se han especializado exclusivamente en este género. Desafortunadamente su popularidad y abuso en recolecciones es lo que ha colocado a estas orquídeas ahora en el centro de los esfuerzos conservacionistas en sus hábitat naturales.

## Especies dePhaphiopedilum
La especie tipo: Paphiopedilum
- Paphiopedilum acmodontum (Filipinas).
- Paphiopedilum adductum (Filipinas)
- Paphiopedilum appletonianum ((Hainan a Indo-China)
- Paphiopedilum argus (Filipinas - Luzon).
- Paphiopedilum armeniacum: Zapatillas doradas (China - oeste Yunnan a norte Myanmar).
- Paphiopedilum barbatum (Pen. Tailandia a Sumatra).
- Paphiopedilum barbigerum (China - sudeste Yunnan, sudoeste Guizhou, Guangxi)
- Paphiopedilum bellatulum  (China - sudeste Yunnan, Guizhou, sur Guangxi a Indo-China).
- Paphiopedilum bougainvilleanum (islas Solomon)
  - Paphiopedilum bougainvilleanum var. bougainvilleanum (islas Solomon - norte Solomons). Hemicr.
  - Paphiopedilum bougainvilleanum var. saskianum ( Solomon Is. - S. Solomon). Hemicr.
- Paphiopedilum bullenianum (Malasia).
  - Paphiopedilum bullenianum var. bullenianum (oeste Malasia). Hemicr.
  - Paphiopedilum bullenianum var. celebesense (Sulawesi a Maluku). Hemicr.
- Paphiopedilum callosum (Indo-China a noroeste Pen. Malasia).
  - Paphiopedilum callosum var. callosum (Indo-China). Hemicr.
  - Paphiopedilum callosum var. potentianum (Tailandia). Hemicr.
  - Paphiopedilum callosum var. warnerianum (Pen. Tailandia a noroeste Pen. Malasia). Hemicr.
- Paphiopedilum charlesworthii (norte Myanmar a China - Yunnan)
- Paphiopedilum ciliolare (Filipinas)
- Paphiopedilum concolor (China - Yunnan, Guizhou, Guangxi a Indo-China)
- Paphiopedilum dayanum (Borneo)
- Paphiopedilum delenatii (sudeste Vietnam)
- Paphiopedilum dianthum (China - sudeste Yunnan, sudoeste Guizhou, oeste Guangxi)
- Paphiopedilum druryi (sur India)
- Paphiopedilum emersonii (China - sudeste Yunnan, sur Guizhou, Guangxi)
- Paphiopedilum exul (Pen. Tailandia)
- Paphiopedilum fairrieanum (este Himalaya a Assam)
- Paphiopedilum fowliei (Filipinas - Palawan)
- Paphiopedilum gigantifolium (sur centro Sulawesi)
- Paphiopedilum glanduliferum (noroeste Nueva Guinea)
- Paphiopedilum glaucophyllum (este Java)
  - Paphiopedilum glaucophyllum var. glaucophyllum (este Java). Hemicr.
  - Paphiopedilum glaucophyllum var. moquetteanum  (sudoeste Java). Hemicr.
- Paphiopedilum godefroyae (Pen. Tailandia)
- Paphiopedilum gratrixianum (Laos a Vietnam)
- Paphiopedilum hangianum (China - Yunnan a Vietnam)
- Paphiopedilum haynaldianum (Filipinas - Luzon, Negros)
- Paphiopedilum helenae (N. Vietnam - Cao Bang Prov)
- Paphiopedilum hennisianum (centro Filipinas)
- Paphiopedilum henryanum (China - sudeste Yunnan, Guangxi a norte Vietnam)
- Paphiopedilum hirsutissimum (Assam a sur China)
  - Paphiopedilum hirsutissimum var. chiwuanum (China - Yunnan Hemicr.
  - Paphiopedilum hirsutissimum var. esquirolei (China - Yunnan, Guizhou, Guangxi a norte & este Indo-China)
  - Paphiopedilum hirsutissimum var. hirsutissimum (Assam a Myanmar). Hemicr.
- Paphiopedilum hookerae (Borneo)
  - Paphiopedilum hookerae var. hookerae (Borneo - Sarawak, W. Kalimantan). Hemicr.
  - Paphiopedilum hookerae var. volonteanum (Borneo - Sabah). Hemicr.
- Paphiopedilum insigne (Assam - Meghalaya)
- Paphiopedilum intaniae (Sulawesi)
- Paphiopedilum javanicum (Sumatra a Sonda menor Is.) 
  - Paphiopedilum javanicum var. javanicum (Sumatra a Sonda menor Is.) Hemicr.
  - Paphiopedilum javanicum var. virens (Borneo - Sabah a norte Sarawak). Hemicr.
- Paphiopedilum kolopakingii (Borneo - centro Kalimantan)
- Paphiopedilum lawrenceanum (Borneo - Sarawak, Sabah)
- Paphiopedilum liemianum (norte Sumatra)
- Paphiopedilum lowii (oeste & centro Malasia)
  - Paphiopedilum lowii var. lowii (oeste & centro Malasia). Hemicr.
  - Paphiopedilum lowii var. lynniae (Borneo). Hemicr.
  - Paphiopedilum lowii var. richardianum (Sulawesi). Hemicr.
- Paphiopedilum malipoense: Zapatilla de Jade (sur China a norte Vietnam)
  - Paphiopedilum malipoense var. angustatum (China - Yunnan). Hemicr.
  - Paphiopedilum malipoense var. jackii (China - sudeste Yunnan a norte Vietnam). Hemicr.
  - Paphiopedilum malipoense var. malipoense (China - sudeste Yunnan, sudoeste Guizhou, sudoeste Guangxi a norte Vietnam). Hemicr.
- Paphiopedilum mastersianum (Sonda menor Is. a Maluku).
  - Paphiopedilum mastersianum var. mastersianum (Maluku - Ambon, Buru). Hemicr.
  - Paphiopedilum mastersianum var. mohrianum (Sonda  menor Is. (Flores). Hemicr.
- Paphiopedilum micranthum:  Orquídea zapatilla de plata (China - sudeste Yunnan, oeste & norte Guangxi, oeste Guizhou a norte Vietnam)
- Paphiopedilum niveum (Pen. Tailandia a norte Pen. Malasia)
- Paphiopedilum ooii (Borneo)
- Paphiopedilum papuanum (Nueva Guinea)
- Paphiopedilum parishii (Assam a China - oeste Yunnan)
- Paphiopedilum philippinense (Filipinas a norte Borneo) 
  - Paphiopedilum philippinense var. philippinense (Filipinas a norte Borneo). Hemicr.
  - Paphiopedilum philippinense var. roebelenii (Filipinas - Luzon). Hemicr.
- Paphiopedilum primulinum (Sumatea - sur Aceh)
  - Paphiopedilum primulinum var. primulinum (Sumatra - sur Aceh). Hemicr.
  - Paphiopedilum primulinum var. purpurascens (Sumatra - sur Aceh.) Hemicr.
- Paphiopedilum purpuratum (sur China a Hainan)
  - Paphiopedilum purpuratum var. hainanense (Hainan). Hemicr.
  - Paphiopedilum purpuratum var. purpuratum (China - Yunnan, Hong Kong, Guangdong). Hemicr.
- Paphiopedilum randsii (Philippines - norte Mindanao)
- Paphiopedilum rhizomatosum (Myanmar)
- Paphiopedilum rothschildianum: Rey de los Paphs (Borneo - Mt. Kinabalu)
- Paphiopedilum sanderianum (noroeste Borneo - Gunung Mulu)
- Paphiopedilum sangii (norte Sulawesi)
- Paphiopedilum schoseri (Sulawesi a Maluku)
- Paphiopedilum spicerianum (Bután a noroeste Myanmar)
- Paphiopedilum stonei (Borneo - Sarawak)
  - Paphiopedilum stonei var. platyphyllum (Borneo (Sarawak)
  - Paphiopedilum stonei var. stonei (Borneo - sur Sarawak) Hemicr.
- Paphiopedilum sugiyamanum (Borneo - Sabah)
- Paphiopedilum sukhakulii (noreste Tailandia)
- Paphiopedilum supardii (Borneo - sudeste Kalimantan)
- Paphiopedilum superbiens (norte & oeste Sumatra)
- Paphiopedilum tigrinum (China - oeste Yunnan)
- Paphiopedilum tonsum (norte & oeste Sumatra)
- Paphiopedilum tranlienianum (Vietnam)
- Paphiopedilum urbanianum (Filipinas - Mindoro)
- Paphiopedilum usitanum (Filipinas)
- Paphiopedilum venustum (este Nepal a noreste Bangladés)
- Paphiopedilum victoria-mariae (oeste Sumatra)
- Paphiopedilum victoria-regina (oeste Sumatra)
- Paphiopedilum vietnamense (Vietnam)
- Paphiopedilum villosum (Assam a sur China)
  - Paphiopedilum villosum var. annamense (China - Yunnan, Guangxi a Indo-China). Hemicr.
  - Paphiopedilum villosum var. boxallii (Myanmar). Hemicr.
  - Paphiopedilum villosum var. villosum (Assam a Tailandia). Hemicr.
- Paphiopedilum violascens (norte & este Nueva Guinea, Bismarck Arch. - Manus I.)
- Paphiopedilum wardii (China - sudoeste Yunnan a Myanmar)
- Paphiopedilum wentworthianum (islas Solomon )
- Paphiopedilum wilhelminae (centro Nueva Guinea)

## Híbridos naturales
Las notoespecies del género son:
- Paphiopedilum × areeanum  O.Gruss (2001) = (Paphiopedilum barbigerum × Paphiopedilum villosum var. annamense)
- Paphiopedilum × aspersum  Aver. (2002) = (Paphiopedilum barbigerum var. lockianum × Paphiopedilum henryanum)
- Paphiopedilum × burbidgei  (Rchb.f.) Pfitzer (1894)  = (Paphiopedilum dayanum × Paphiopedilum javanicum var. virens)
- Paphiopedilum × cribbii  Aver. (2006) = (Paphiopedilum appletonianum × Paphiopedilum villosum)
- Paphiopedilum × dalatense  Aver. (2002) = (Paphiopedilum callosum × Paphiopedilum villosum var. annamense)
- Paphiopedilum × dixlerianum  Braem & Chiron (2001)  = (Paphiopedilum callosum × Paphiopedilum wardii)
- Paphiopedilum × expansum  J.T.Atwood (1989) = (Paphiopedilum hennisianum × Paphiopedilum philippinense)
- Paphiopedilum × fanaticum  Koop. & N.Haseg. (1992)  = (Paphiopedilum malipoense × Paphiopedilum micranthum)
- Paphiopedilum × frankeanum  Rolfe (1908) = (Paphiopedilum superbiens × Paphiopedilum tonsum)
- Paphiopedilum × glanzii  O.Gruss & Perner (2006)= (Paphiopedilum emersonii × Paphiopedilum micranthum)
- Paphiopedilum × grussianum  H.S.Hua (1998) = (Paphiopedilum dianthum × Paphiopedilum hirsutissimum var. esquirolei)
- Paphiopedilum × huangrongshuanum  Petchl. & O.Gruss (2009) = (Paphiopedilum dianthum × Paphiopedilum gratrixianum)
- Paphiopedilum × kimballianum  (Rchb.f.) Rolfe (1896)  = (Paphiopedilum dayanum × Paphiopedilum rothschildianum)
- Paphiopedilum × littleanum  (auct.) Rolfe (1896) = (Paphiopedilum dayanum × Paphiopedilum lawrenceanum)
- Paphiopedilum × lushuiense  Z.J.Liu & S.C.Chen (2009) = (Paphiopedilum spicerianum × Paphiopedilum villosum)
- Paphiopedilum × mattesii  Pittenauer ex Roeth & O.Gruss (1996) = (Paphiopedilum barbatum × Paphiopedilum bullenianum)
- Paphiopedilum × nitens  Z.J.Liu, O. Gruss & L.J. Chen (2011) = (Paphiopedilum insigne × Paphiopedilum villosum) - NEW 2011  -
- Paphiopedilum × pereirae  (Ridl.) P.Taylor (1976) = (Paphiopedilum exul × Paphiopedilum niveum)
- Paphiopedilum × petchleungianum  O.Gruss (2001) = (Paphiopedilum dianthum × Paphiopedilum villosum)
- Paphiopedilum × powellii  Christenson (1996) = (Paphiopedilum callosum × Paphiopedilum exul)
- Paphiopedilum × pradhanii  Pradhan (1979) = (Paphiopedilum fairrieanum × Paphiopedilum venustum)
- Paphiopedilum × sanjiangianum  Petchl. & O.Gruss (2009) = (Paphiopedilum barbigerum × Paphiopedilum dianthum)
- Paphiopedilum × shipwayae  Rolfe (1898) = (Paphiopedilum dayanum × Paphiopedilum hookerae)
- Paphiopedilum × siamense  (Rolfe) Rolfe (1896) = (Paphiopedilum appletonianum × Paphiopedilum callosum)
- Paphiopedilum × sinovillosum  Z.J.Liu & S.C.Chen (2004) = (Paphiopedilum henryanum × Paphiopedilum villosum)
- Paphiopedilum × spicerovenustum  Pradhan (1979) = (Paphiopedilum spiceranum × Paphiopedilum venustum)
- Paphiopedilum × undulatum  Z.J.Liu & S.C.Chen (2009) = (Paphiopedilum barbigerum × Paphiopedilum spicerianum × Paphiopedilum villosum var. annamense
- Paphiopedilum × venustoinsigne  Pradhan (1979) = (Paphiopedilum insigne × Paphiopedilum venustum)
- Paphiopedilum × vietenryanum  O.Gruss & Petchl. (2002) = (Paphiopedilum gratrixianum × Paphiopedilum henryanum)
- Paphiopedilum × wuliangshanicum  Z.J.Liu, O.Gruss & S.C.Chen (2011) = (Paphiopedilum gratrixianum × Paphiopedilum stenololum) - NEW 2011  -
- Paphiopedilum × yingjiangense  Z.J.Liu & S.C.Chen (2007) = (Paphiopedilum. villosum × Paphiopedilum wardii)

### Géneros aliados
- Cypripedium L. 1753
- Phragmipedium Rolfe 1896
- Mexipedium V.A.Albert & M.W.Chase 1992
- Selenipedium Rchb.f. 1854